# رعاة البقر والكائنات الفضائية
رعاة البقر والكائنات الفضائية (بالإنجليزية: Cowboys & Aliens)‏ فيلم أمريكي من نوع الخيال العلمي والأكشن، صدر عام 2011. من إخراج جون فافرو و بطولة دانيال كريغ، هاريسون فورد وأوليفيا وايلد. الفيلم مقتبس عن رواية مصورة تحمل نفس الاسم ألفها سكوت ميتشل روزنبرغ. تتمحور أحداث الفيلم عن ثلاثة أشخاص هم: خارج عن القانون (كريغ)، مربي ماشية غني (فورد) و مسافرة غامضة (وايلد) الذين يتوجب عليهم التحالف لإنقاذ مجموعة من أهالي البلدة الذين إختطفتهم كائنات فضائية.

## طاقم الممثلين
- دانيال كريغ، بدور جيك لونيرغان، خارج عن القانون فاقد للذاكرة.
- هاريسون فورد، بدور العقيد وودرو دولورهايد، راعي بقر.
- أوليفيا وايلد، بدور إيلا سوينسون، مسافرة غامضة تساعد لونيرغان.
- سام روكويل، بدور دوك.
- بول دانو، بدور بيرسي دولورهايد، ابن وودرو المثير للمشاكل.
- كلانسي براون، بدور ميتشام، واعظ وطبيب.
- كيث كارادين، بدور الشيريف جون تاغارت.

## روابط خارجية
- رعاة البقر والكائنات الفضائية على موقع IMDb (الإنجليزية)
- رعاة البقر والكائنات الفضائية على موقع ميتاكريتيك (الإنجليزية)
- رعاة البقر والكائنات الفضائية على موقع الموسوعة البريطانية (الإنجليزية)
- رعاة البقر والكائنات الفضائية على موقع روتن توميتوز (الإنجليزية)
- رعاة البقر والكائنات الفضائية على موقع نتفليكس (الإنجليزية)
- رعاة البقر والكائنات الفضائية على موقع قاعدة بيانات الأفلام العربية
- رعاة البقر والكائنات الفضائية على موقع ألو سيني (الفرنسية)
- رعاة البقر والكائنات الفضائية على موقع Turner Classic Movies (الإنجليزية)
- رعاة البقر والكائنات الفضائية على موقع أول موفي (الإنجليزية)
- رعاة البقر والكائنات الفضائية على موقع بوكس أوفيس موجو (الإنجليزية)